# Krystyna Pabjańczyk
Krystyna Pabjańczyk, coniugata Likszo (Łódź, 5 febbraio 1940 – Cracovia, 4 agosto 2015), è stata una cestista polacca.
Era la sorella di Zdzisława Pabjańczyk.

## Carriera
Con la Polonia ha disputato i Campionati mondiali del 1959 e cinque edizioni dei Campionati europei (1960, 1962, 1964, 1966, 1968).